# Oflag XII A Hadamar
Oflag XII A Hadamar – niemiecki obóz jeniecki (Oflag) dla oficerów polskich podczas II wojny światowej, ulokowany w Hadamar w zachodnich Niemczech.
Obóz utworzono w listopadzie 1939. W czerwcu 1942 przemianowano go na Oflag XII-B. Obóz wyzwoliły wojska amerykańskie 26 marca 1945.